# Jacek Karolak
Jacek Karolak (ur. 9 lutego 1970 w Warszawie) – polski poeta, laureat wielu konkursów poetyckich.
Zaczął pisać wiersze jeszcze jako uczeń XXX Liceum Ogólnokształcące im. Jana Śniadeckiego w Warszawie. Jest absolwentem Wydziału Prawa i Administracji Uniwersytetu Warszawskiego z 1994. 
Debiutował w 1993 jako członek klubu poetyckiego "To Był Naprawdę Fascynujący Wieczór".  Od 1995 jest członkiem grupy "Wybór" działającej przy Warszawskim Oddziale Związku Literatów Polskich. Jest także członkiem Ogólnopolskiego Klubu Poetów oraz od 2001 Stowarzyszenia Twórczego Artystyczno-Literackiego w Krakowie. 
Publikował wiersze między innymi w Gazecie Wyborczej, Magazynie Literackim, Poezji Dzisiaj, Przeglądzie Powszechnym, Toposie, Odrze.